# Zakariás Zalán
Zakariás Zalán (Barót, 1982. április 4. –) erdélyi magyar színházrendező.

## Életpályája
1982-ben született az erdélyi Baróton. Édesapja építész, édesanyja fogorvos. 1997-2001 között a sepsiszentgyörgyi Mikes Kelemen Elméleti Líceum tanulója volt. Színészi tanulmányait Budapesten, a Shakespeare Színművészeti Akadémián kezdte 2001-ben, azonban ezt félbeszakította. 2002-2006 között a bukaresti Ion Luca Caragiale Színház- és Filmművészeti Egyetem rendező szakának hallgatója volt.  2009-2017 között a sepsiszentgyörgyi Tamási Áron Színház művészeti vezetője, majd rendezője. Ezután a székelyudvarhelyi Tomcsa Sándor Színház művészeti igazgatója lett. 2021-2025 között a Győri Nemzeti Színház művészeti vezetője volt.

### Családja
Felesége Bereczki Ágota dramaturg, akivel három gyermekük van.

## Színházrendezői munkássága

### Győri Nemzeti Színház
- Ödön von Horváth: A végítélet napja (2022)
- Moliére: A képzelt beteg (2022)
- Az asszony ingatag (2023)
- August Strindberg: Erősebb (2023)
- Petőfi-Kovács-Bereczki: A helység kalapácsa (2023)
- Szerb Antal:  Képtelen királyság (2024)
- Sławomir Mrozek: Strip-tease (2024)
- Donizetti: A csengő (2024)
- Shakespeare: III. Richárd (2024)
- Jókai-Bereczki: Egy magyar nábob (2025)

### Egyéb
- Shakespeare: Vízkereszt, vagy bánom is én (Csiky Gergely Színház, 2017)
- Moliére: A képzelt beteg (Csiky Gergely Színház, 2023)
- Győrei Zsolt - Schlachtovszky Csaba: Erkel és a felkelés (Gyulai Várszínház, 2024)
- William Shakespeare: Timon (Tomcsa Sándor Színház, 2024)

## Díjai
- Sík Ferenc-díj (2024)[9]